# Caterpillar Burnie International 2017
Das Caterpillar Burnie International 2017 war ein Tennisturnier des ITF Women’s Circuit 2017 für Damen und ein Tennisturnier der ATP Challenger Tour 2017 für Herren in Burnie. Die Turniere fanden parallel vom 30. Januar bis 5. Februar 2017 statt.